# Sharmila Bhattacharya
Sharmila Bhattacharya (en hindi शर्मिला भट्टाचार्य (Lagos (Nigeria) y crecida en India, 24 de marzo de 1964 (60 años) es una bioquímica, Jefa del Laboratorio de Performance y Comportamiento de Biomodelos en Centro de Investigación Ames de NASA.

## Educación
Después de obtener una licenciatura en química biológica del Wellesley College, comenzando su carrera como asistente de investigación de pregrado en el Laboratorio de bioquímica en la Universidad de Princeton. Después de eso obtuvo su maestría y el Ph.D. en la Universidad de Princeton por su investigación en biología molecular, donde estudió la ruta de transducción de señales para el ras oncogén en Saccharomyces cerevisiae. Luego pasó a hacer su investigación postdoctoral en la Universidad de Stanford en neurobiología.

## Carrera
Luego fue contratada como científica contratada por Lockheed Martin para trabajar en la NASA Centro de Investigación Ames. Más tarde, fue promovida al puesto de Científica Jefa en la División de Pequeñas Naves Espaciales del Centro Ames.

## Obra

### Algunas publicaciones
- M.E. Heavner, J. Ramroop, G. Gueguen, G. Ramrattan, G. Dolios, J. Crissman, M. Scarpati, J. Kwait, S. Bhattacharya, E.A. Miller, R. Wang, S. Singh, S. Govind, (2017). Novel organelles with elements of bacterial and eukaryotic secretion systems weaponize parasites of Drosophila (Nuevos orgánulos con elementos de sistemas de secreción bacterianos y eucariotas que neutralizan los parásitos de Drosophila). Current Biology (manuscrito # CURRENT-BIOLOGY-D-17-00464R2), en prensa.

- T. Straume, T. Slaba, S. Bhattacharya, L.A. Braby (2017). Radiation information for designing and interpreting biological experiments on board missions beyond low Earth orbit (Información de radiación para diseñar e interpretar experimentos biológicos a bordo de misiones más allá de la órbita baja de la Tierra). Life Sciences in Space Res 13: 51-59. doi: 10.1016/j.lssr.2017.04.002

- R. Hosamani, R. Leib, S. R. Bhardwaj, C.M. Adams, S. Bhattacharya (2016). Elucidating the ‘Gravome’: Quantitative Proteomic Profiling of the Response to Chronic Hypergravity in Drosophila (Elucidar el 'Gravome': perfil proteómico cuantitativo de la respuesta a la hipergravedad crónica en Drosophila). J. of Proteome Research, 15 (12): 4165-4175. DOI: 10.1021/acs.jproteome.6b00030 http://pubs.acs.org/doi/abs/10.1021/acs.jproteome.6b00030

- M. Sanchez, M. Shenasa, A. Maldonado, A. Kakavand, D. Leskovsky, E. Houston, A. Howard, M. K. Steele, S. Bhattacharya (2006). Development of EMCS hardware for Multigenerational Growth of Drosophila melanogaster in space (Part II) (Desarrollo de hardware EMCS para el crecimiento multigeneracional de Drosophila melanogaster en el espacio (Parte II). Grav & Space Biol 19 (2): 127.

- M. Sanchez, M. Shenasa, E. Blazevic, A. Maldonado, A. Kakavand, S. Bhattacharya (2005). Selecting a Nutritional Media for Multigenerational Growth of Drosophila in Space (Selección de un medio nutricional para el crecimiento multigeneracional de Drosophila en el espacio). Drosophila Information Services Journal 88: 135.

- M. Sanchez, M. Shenasa, A. Kakavand, R. S. Stowers, D. Leskovsky, S. Bhattacharya (2005). Development of the EMCS hardware for multigenerational growth of Drosophila melanogaster in space (Part I) (Desarrollo del hardware EMCS para el crecimiento multigeneracional de Drosophila melanogaster en el espacio (parte I)). Gravitational and Space Biol 18 (2): 93.

- S. Bhattacharya, R. Bowman, F. Donovan, B. Girten, E. Hill, M. Kirven-Brooks, & O. Santos (2002). Developing New Habitats for Life Science Experiments on the International Space Station (Desarrollando nuevos hábitats para experimentos de ciencias de la vida en la Estación Espacial Internacional). Drosophila Information Services Journal 85: 156-168.[3]

- T. Fahlen, M. Sanchez, M. Lera, E. Blazevic, J. Chang, S. Bhattacharya (2006). A Study of the Effects of Spaceflight on the Immune Response in Drosophila melanogaster (Un estudio de los efectos de los vuelos espaciales sobre la respuesta inmune en Drosophila melanogaster). Gravitational and Space Biol. 19 (2):133

- S. Bhattacharya, B.A. Stewart, B.A. Niemeyer, R.W. Burgess, B.D. McCabe, P. Lin, G. Boulianne, C.J. O’Kane, T.L. Schwarz (2002). Members of the Synaptobrevin/VAMP family in Drosophila are functionally interchangeable in vivo for neurotransmitter release and cell viability (Los miembros de la familia Synaptobrevin / VAMP en Drosophila son funcionalmente intercambiables in vivo para la liberación de neurotransmisores y la viabilidad celular). Proceedings of the National Academy of Sciences. 99 (21): 13867-13872.

- S. Bhattacharya, R. Bowman, F. Donovan, B. Girten, E. Hill, M. Kirven-Brooks, O. Santos (2001). The Space Station Biological Research Project: Habitat Development and Capabilities (El Proyecto de Investigación Biológica de la Estación Espacial: Desarrollo Hábitat y Capacidades). Publication of the American Institute of Aeronautics and Astronautics, #2001-4984: 1-11.

- F.S. Neumann-Silberberg, S. Bhattacharya, & J.R. Broach (1995). Nutrient Availability and RAS/cAMP Both Induce Expression of Ribosomal Protein Genes in Saccharomyces but by Different Mechanisms (La disponibilidad de nutrientes y RAS / cAMP ambos inducen la expresión de genes de proteínas ribosomales en Saccharomyces pero por diferentes mecanismos). Molecular and Cellular Biology, 15: 3187-3196.

- S. Bhattacharya, L. Chen, J.R. Broach, & S. Powers (1995). Ras Membrane Targeting is Essential for Glucose Signaling but not for Viability in Yeast (La focalización de la membrana Ras es esencial para la señalización de la glucosa, pero no para la viabilidad en la levadura). Proceedings of the National Academy of Sciences, 92: 2984-2988

### Patentes[4]
- “Módulo Compacto de Experimento de Ciencia” patentado vía NASA Ames Research Center (NASA case # ARC-17702-1) Oficina de Marcas y Patentes de EE. UU. (patente No. 15268187) en colaboración con Terry Lusby, Chetan Angadi y Siddharth Pandey (16 de septiembre de 2016)

- “Mapeo y cuantificación por VESGEN de fenotipos de vena de ala en Drosophila a partir de adaptaciones ambientales y otras adaptaciones” presentado al Centro de Investigación Ames de la NASA en asociación con Dr. P. Parsons-Wingerter. E-NTR# 1415041400 (archivado/enviado noviembre de 2014)

## Honores

### Premios y logros especiales[4]
- 2015: Premio Ames Honor de la NASA: por un lanzamiento exitoso del experimento FFL-01.

- 2014: Premios NASA Spaceflight Awareness Awards de la Estación Espacial Internacional por el lanzamiento exitoso de experimento en SpaceX-3.

- 2011: Premio de la NASA Tech Briefs, por desarrollar un nuevo dispositivo de detección óptica, NASA Ames.

- 2006: Premio Ames Honor de la NASA como Investigadora Principal del exitoso experimento de vuelo NASA.

- 2005: galardonada Beca de Investigación de la NASA por su experimento de vuelo en Inmunidad y Tumores de Moscas (FIT)

- 2004: Premio de Honor Ames de la NASA como Gerenta de Proyecto Interino por experimento de vuelo exitoso.

- 2003: Premio Nova a la Excelencia Técnica, Lockheed Martin (el más alto honor de Lockheed, otorgado a solo unos 40 empleados de un total de 125.000 en la Agencia)

- 2003: Premio al mejor vuelo, por excelencia técnica, Lockheed Martin Space Operations (otorgado a aproximadamente 30 empleados de entre 10.000 empleados en toda la División de Operaciones Espaciales)

- 2003: Beca de Biología del Espacio Fundamental de la NASA, pOr estudios de viabilidad para ISGEN (expresión del gen espacial in situ en nanosatélites)

- 2002: Premio Lightning, Lockheed Martin Space Operations, NASA Ames.

- 2001: Premio Lightning, Lockheed Martin Engineering & Science, NASA Ames.

- 2001: Top Flight Nomination, Lockheed Martin Space Operations.

- 2000: Premio Ames Contractor Council Excellence de la NASA, Ames.

- 2000: Premio del Servicio Nacional de Investigación de los Institutos Nacionales de la Salud, Universidad de Stanford.

- 1998: Premio de la Beca de Entrenamiento de Cardiología y Electrofisiología de los Institutos Nacionales de la Salud, Universidad de Stanford.

- 1995-1997: beca posdoctoral de la American Heart Association, Universidad de Stanford.

- 1989: beca de investigación para graduados Horton-Hallowell, Universidad de Princeton.

- 1988: Sociedad de Honor Phi Beta Kappa.

- 1988: Sigma Xi Honor Society.

- 1988: Premio de Biología, Wellesley College.

- 1987: beca Dana para investigaciones de verano de pregrado, Wellesley College.

- 1986: Carta de Distinción para Académicos, Wellesley College.

- 1986: beca Dana para investigaciones de verano de pregrado, Wellesley College.